# Brahim Belaout
Brahim Belaout (* 1972) ist ein ehemaliger marokkanischer Langstreckenläufer.

## Sportliche Laufbahn
Erste internationale Erfahrungen sammelte Brahim Belaout bei den Crosslauf-Weltmeisterschaften 2006 in Fukuoka, bei denen er nach 37:18 min den 34. Platz belegte. Im Jahr darauf erreichte er bei den Crosslauf-Weltmeisterschaften 2007 in Mombasa nach 38:35 min Rang 35 und gewann anschließend bei den Militärweltspielen in Hyderabad im 5000-Meter-Lauf in 13:52,32 min die Silbermedaille hinter dem Kenianer Mark Kosgei Kiptoo. Daraufhin siegte er bei den Panarabischen Spielen in Kairo mit 1:02:30 min im Halbmarathon. Bei den Crosslauf-Weltmeisterschaften 2008 in Edinburgh gelangte er nach 36:49 min auf den 37. Platz und wurde anschließend beim Kenitra-Halbmarathon mit 1:03:25 h Zweiter. 2009 gelangte er bei den Crosslauf-Weltmeisterschaften in Amman nach 36:55 min auf den 35. Platz und 2011 gelangte er bei den Militärweltspielen in Rio de Janeiro über 10.000 Meter bis in das Finale, konnte dort seinen Lauf aber nicht beenden.

## Persönliche Bestleistungen
- 5000 Meter: 13:52,32 min, 30. Juni 2007 in Meknès
- 10.000 Meter: 29:17,24 min, 21. Mai 2011 in Casablanca
- Halbmarathon: 1:02:15 h, 15. April 2007 in Rabat